# Туге
Тугѐ (на френски: Tougué) е град в Северна Гвинея, регион Лабе. Административен център на префектура Туге. Населението на града през 2014 година е 25 351 души.